# اسپارتیناس
اسپارتیناس (به اسپانیایی: Espartinas) یک منطقهٔ مسکونی در اسپانیا است که در سبیا واقع شده‌است. اسپارتیناس ۲۳ کیلومتر مربع مساحت دارد ۱۳۲ متر بالاتر از سطح دریا واقع شده‌است.